# 方幹民
方幹民（1906年2月15日—1984年1月19日），生於今温岭市，中國油畫家、雕塑家、美術教育家、中國現代藝術的開拓者之一。他1925年留學於法國巴黎美術學院，成為第一批留法的中國畫家，1929年回國任教於上海新華藝專和國立西湖藝術學院（即現在的中国美术学院）。方幹民曾經擔任浙江美術學院教務長、油畫系教授、中華藝術研究會會長，並創立了「長風西畫研究會」。方幹民與林风眠和吳大羽齊名，是當年浙江美术学院西畫系著名的三位教授之一，一生作育英才，畫家朱德群、赵无极、吳冠中、羅工柳和王肇民等都是他的學生。方幹民深受表現主義影響，是中國及亞洲現代美術史上少數對立體主義進行探索的畫家，其獨特的藝術創作風格被稱為「方派」。

## 生平
1906年2月15日，方幹民生於溫嶺縣城橫街，父親方樂（號洵成，筆名仲生）科舉出生，專文字學，著有《六書辨》、《六書淺說》等，叔夫方季容是陸軍少校副官。有三位兄長：方衛民、方立民、方植民。　
1921年，他進入杭州安定中學（現杭七中前身）就讀。　　
1924年夏赴上海考入上海美术专科学校，插入二年級，向俄籍畫家普特古斯基（V. Podgurisiey）學了一年素描。
1925年底，方幹民離開上海赴法國留學，到法國後進入法國里昂美術學院學習。
1927年，方幹民考入巴黎美術學院並進入皮爾·洛朗斯（Jean-Pierre Laurens）的畫室學習，與顏文樑、周碧初、汪日章同學，並認識了同在巴黎留學的蘇愛蘭（後改名蘇蘭）。
1928年8 月，「藝苑繪畫研究所首屆美術展覽會」舉辦，參展畫家有王道源、方幹民、王濟遠等。
1929年，在巴黎，與蘇愛蘭女士結婚（又名蘇蘭）。蘇愛蘭出身安徽太平縣望族，其姊姊即後來活躍於海外文壇的苏雪林教授（原名蘇小梅）。
同年，他回國任教於上海新華藝專和國立西湖藝術學院，並創辦「長風西畫研究會」，與林风眠、 林文錚等同為當時以杭州為基地，倡導現代藝術而且卓有成效的藝術家集群的核心人物，並進入上海市教育局任視察。
1931年，創作油畫《白鴿》，參加中華獨立美協展覽。同年創作《秋曲》。
1933年，創作《節日裡的西湖》。
1936年，完成大型歷史畫《孫中山先生授囑圖》（該畫曾在《東方雜誌》等刊物發表）。11月日軍在浙東登陸，隨杭州藝專師生西遷。
1939年，被委任為教務長（主任），主持學校的教育行政工作，頗見成效。同年，方加聘留日雕塑家肖傳玖、留法畫家及藝術評論家唐雋等為教授。
1940年，由於校內人士矛盾，該年暑假末被續聘，引起學生不滿，攘成嚴重學潮，滕固、常书鸿均被解職，數名學生如丁天缺等被迫離校。該事件後被稱為「安江學潮」。
同年秋，方幹民為天主教神父雷鳴遠繪製大幅油畫像，及為梵蒂冈中國天主教會總主教于斌畫像，于斌回贈一張自己的照片留念。
1941年，會見國民黨中央執行委員會黨史編纂委員會主任張繼，建議設立一史畫部門，得張氏允許，並擔任專員、總幹事、整理科長等職。方在三年內完成十多幅肖像以及巨幅歷史畫《鄒容著革命軍團》、《肇和軍艦起義之時》、《陳英士被刺圖》。
1944年，杭州藝專奉教育部令與國立北平藝專合併，改稱國立藝術專科學校。潘天寿出任校長，立刻聘方幹民回校。
次年，國立藝專創建西畫畫室制，分設了林風眠、方幹民、李超士和呂霞光四個畫室。
1945年，國立藝專在重慶中蘇文化協會舉辦了為期四天的「現代繪畫聯展」，方幹民、林風眠、庞薰琹、赵无极、關良等13人參加，共展出作品83幅，提倡「現代中國繪畫藝術與現代世界藝術合流」。方展出作品包括《陪都炸后之春》。
同年6月1日，第一屆「中華獨立美展」在戰時陪都重慶舉辦，方幹民、胡善餘、丁衍鏞、朱德群、汪日章、李可染、倪貽德、林風眠、趙無極參展，八大山人、吳昌碩、齊白石也在附展部分一併參展。
1946月，國立藝專復員完成，10月10日在杭州正式開學，學校分設兩種學制，西畫科實行畫室制，李超士、林風眠、方幹民、倪貽德分別主持各畫室。
1949年，中華藝術研究會在上海成立，方幹民擔任會長。成員包括閔希文、冒懷蘇等。 方幹民又曾在中國國民黨黨史編纂委員會史畫部門任職。
1954年，任南京政協委員。
1958年，調浙江美術學院，擔任油畫系教授。
1962年，國立藝專油畫系實行畫室制，擔任油畫系第一工作室主持人，負責法國畫派的研究和教學工作。第一、第二、第三畫室分別由方幹民、黎冰鸿、倪貽德主持教學。
文化大革命期間，方幹民遭到殘酷批鬥。
1978年，方幹民重拾畫筆，主要以風景題材為主。
1984年，方幹民與世長辭。次年，蘇愛蘭去世。

## 法國留學
1925年底，方幹民離開上海赴法國留學，到法國後進入法國里昂美術學院學習，在校期間成績出色並結識了蔡元培之女蔡威廉，這也是促成方幹民與蔡元培交往的重要原因。方幹民後來於1929年為蔡元培畫了一幅小幅油畫肖像畫。
1927年，方幹民考入巴黎美術學院並進入古典學院派大師讓·保爾·洛朗斯（Jean-Paul Laurens）和其兒子皮爾·洛朗斯（Jean-Pierre Laurens）的畫室學習，與顏文樑、周碧初、汪日章同學。他一方面在學校訓練寫實基礎，一方面在外研究剛興起現代主義繪畫，在業餘時還選修了雕塑。

## 國立藝專

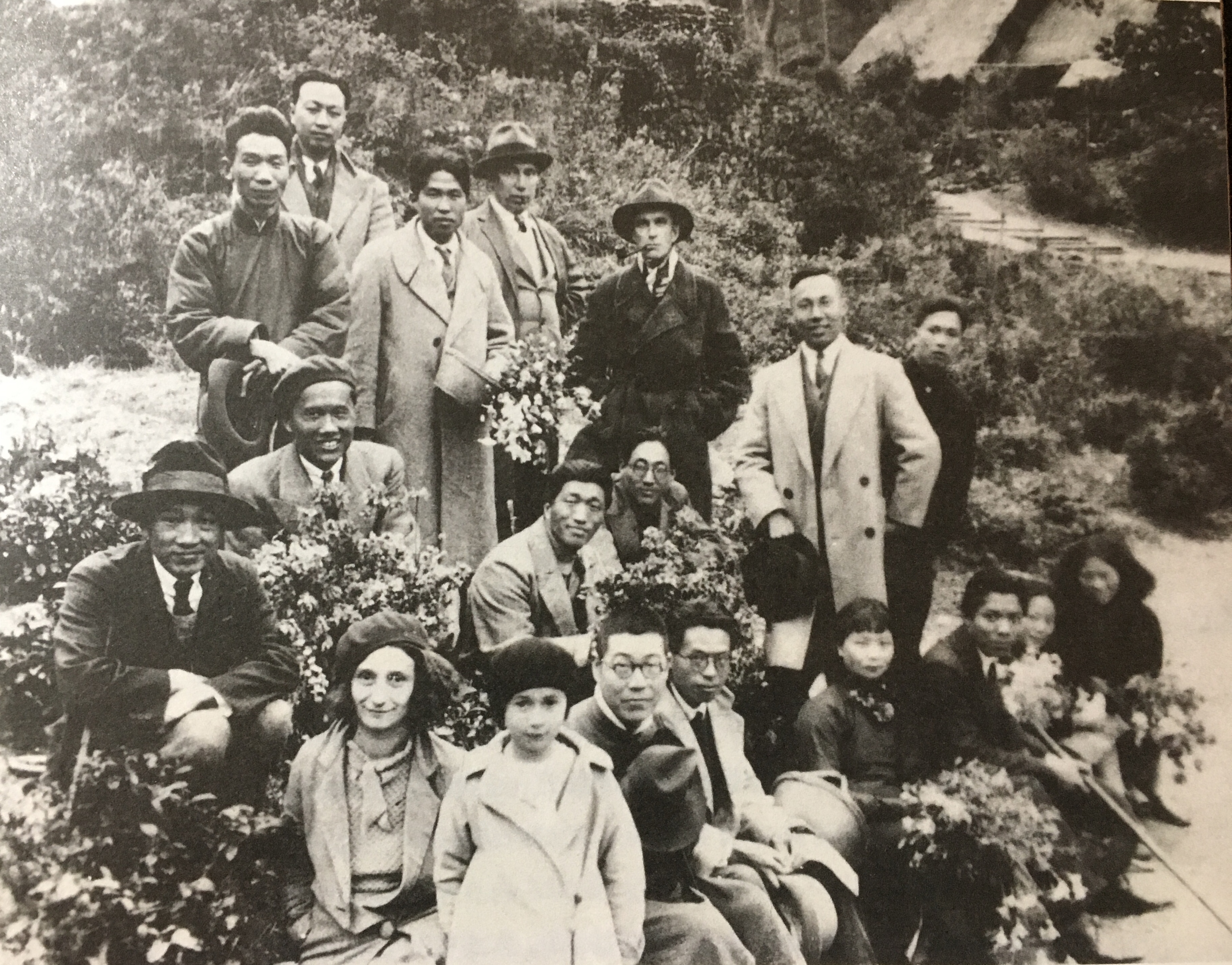
杭州藝專教師郊游合影 吳大羽（前排左五）、方幹民（後排右二）、林風眠夫婦與女兒（前排左一至左三）、潘天壽（前排左四）

1930年3月方幹民得到蔡元培的推薦擔任國立杭州藝術專科學院西畫系教授，亦迎來人生重要的黃金時期。在當年的國立杭州藝專，他是著名的三位西畫教授之一，與林風眠、吳大羽齊名。方幹民在這一時期探索著自己的藝術風格，畫風近似立體派，創作了幾幅重要的作品如《白鴿》、《秋曲》和《節日裡的西湖》。
隨著日軍的侵略，中國油畫運動陷入了低谷，國立杭州藝專的老師們始終不被人理解，都開始了畫風的調整。抗戰一開始，林風眠關注與自己的水墨研究；蔡威廉用毛筆紀錄學校西遷沿途的山水；常書鴻直接去敦煌考古；關良去畫他的京劇國畫；龎薰琹轉向工藝美術。而方幹民也結束了他早期的西方現代繪畫創作，迎來了寫實的風格。
方幹民隨學校西遷，並帶領學生投入抗日宣傳工作。吳冠中在自傳《我負丹青》中描述了當時的場景：「李超士老師畫了一個人正在撕毀日旗，題名《日旗休矣》；方幹民老師畫一個穿木屐的日本人被趕下大海；吳大羽老師畫一隻血染的巨手，題款為：『我們的國防不在北方的山崗，不在東方的海疆，不在……而在我們的血手上。』繪畫系同學分成小組，在杭州大街牆上畫抗日宣傳畫……」
抗戰開始後，方幹民不大顧得上現代主義藝術的探求與實驗，開始轉向用寫實風格來創作現實題材的作品。 1939年2月1日貴陽《中央日報》上，有一則署名朱乃的報道，文中說到：「在民教館3個寬大的陳列室內，我們看到的數百幅繪畫作品。沒有一幅不流露著時代的血痕，復仇的怒焰， 我們看的不是畫幅，而是大師的戰鬥武器在陳列著。首先得提出的，是該校教授方幹民先生所作的《遊擊隊之襲擊》、《孫中山遺囑像》、《委員長像》那3幅驚人的巨制。《遊擊隊之襲擊》刻畫出我活躍於敵人後方。英俊勇猛的雄姿。其餘兩幅，色彩的緊密，技巧的成熟與老練，不愧為出於名人之手。尤其是《總理遺囑像》那一幅，寓意之深，是非筆者所能深述的。」
1939年因為教學思想和人事糾紛而離任，但方幹民深得學生的擁戴，他的離去引發了一場學潮。此事在鄭朝撰寫的《國立藝專往事》一書中的「方幹民教授與安江村學潮」一章有詳細紀錄。
國立藝專遷至四川呈貢縣安江村，過了短暫時期的平靜學習生活。時方幹民任教務主任，與原北平藝專書鴻在教學思想上時有相違背。滕固校長在藝術上主張「切戒浮華、新奇、偏頗、畸形」，自然支持常書鴻的觀點，因而決定免去方幹民教務主任的職務。國立藝專主張融合西方現代派的林風眠、吳大羽、蔡威廉或離去或亡故，傳承此派的僅方幹民老師，在感情上、學術思想上原杭州藝專的學生不能接受，於是發生學潮，請求校長收回成命。滕固不允，鬧成僵局，學潮擴大，甚至發生學生毆打維護校長立場的教員，並封鎖安江村的所有出口，逼迫滕校長收回成命。滕固堅持不許，並從昆明調來武警部隊，衛護滕固去了昆明，同時公佈方幹民鼓動學潮予以解聘，並開除兩名帶頭鬧學潮的學生。這次學潮延續時間較長，大傷元氣，方幹民、常書鴻、滕固相繼離開學校。
1944年7月，潘天壽出任國立杭州藝專校長，回聘方幹民任西畫系教授。
1946年，汪日章擔任校長，因人事矛盾和學術見解的不同，方幹民於該年8月再次離開學校。
1958年，方幹民回到浙江美術學院執教，並自1962年起擔任第一工作室主持人。 

## 文化大革命

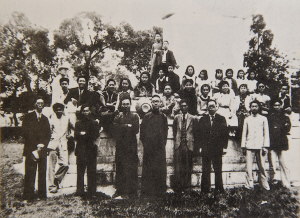
1944年於國立藝專與部分師生合影，前排左起一、四、五、六、七分別為吳茀之、方幹民、潘天壽、柴扉、張振鐸

文化大革命期間，方幹民遭受殘酷打擊。在杭州藝專早期西畫教授中，方幹民是唯一在浙江美術學院時期仍然執教的一個，也是當時學院裡僅有的兩個正教授之一。他被污衊為反動學術權威、國民黨特務，遭到殘酷批鬥。
批鬥會上方幹民被連踢帶打，欺凌辱罵，並被長期關禁在在牛棚。據盧炘著的《大筆淋漓：潘天壽傳》 記載，那時「潘天寿、吳茀之、方幹民同關一室。方幹民被踢得全身烏青，實在忍受不住，服大量安眠藥自盡。幸虧發現得早，總算救活了。潘天寿和吳茀之也都全身浮腫，經常被打得鼻青臉腫。他們的房間經常更換，以後又日夜加鎖。」
他的學生鄭勝天回憶道：「我自己永遠不會忘記親眼目睹的一個場面。一九六六年夏天的一天下午，方先生和往日一樣，衣冠整齊，略顯凝重的地步入校園，走上油畫系大樓的梯階。但他萬萬沒有想到等待他的是一群狂熱而充滿惡意的紅衛兵。他們把預先準備好的墨水，顔料汁從方先生的頭上淋下，潑染到他的全身。一頂紙糊的高帽子被粗暴地塞到他頭上。這位年逾花甲的老人手足無措，完全沒有招架的能力，衹有在酷烈的烈日下聽憑這些狂熱份子的侮辱。」

## 藝術風格

### 立體主義
方幹民深受立体主义所影響，人稱「方派」。他在1930年代的作品表現了空間建構的邏輯，明顯展現了「切面立體主義」的風格。自20世紀20年代後期至30年代前期，方幹民創作多產，且逐漸顯現「方派」面貌。
李婷在《國立藝術院早期藝術立體主義傾向》一文中指出，方幹民的作品清晰地表明了其與西方立體主義的吸收和再創造的文化聯繫。方幹民拋棄了透視，強調平面效果和線與色的組合，點明了「方派」體現了「中國化了的立體派」的基調，在幾何形體、肌理筆調和空間構成等語言等方面逐漸自成特色。方幹民這個時期的作品，如《白鴿》、《秋曲》和《西湖》，都是「方派」的代表性作品。

### 現代主義
方幹民主張繪畫不能停留在表現自然表面效果，要去表現自然中堅實與本質性的內容，強調「建築性的形的確實」和「音樂性的色的旋律」，從而強調繪畫不應該只局限於對自然表面的寫實，而應該像現代藝術家那樣，表現豐富的世界。
彥涵回憶道：「他在課堂上常常講，須知現代審美意識是現代建築、繪畫諸種因素的綜合、提取、運用而成，亦達單純、高雅之美；在色彩上先要忠於物體原本的色相，再加自然的觀感而攝取光與色的幻變效應，要始終把握整體色調，求其沈穩、著實，力戒浮躁、任意塗鴉。」
方幹民在1936年《亞波羅》第15期《近代藝術之父塞尚》的文章中說道自己對色彩與造型的理解：「繪畫，不是作線，也不是表型，只是一種對照。這裏所謂對照，不是素描上黑白的對照，而是求之於色素間互相的光輝 -- 色調的對照。當相鄰接的某兩種色素的對照，有著協調，再進而推移下去，及於全幅的協調的時候，這作品已經完成了。這樣，塞尚的色調，有著音樂性的旋律，是非偶然的。彩色畫絕不能離開單色的成分，我們先後的敷塗色彩，同時經營單色；使色彩至於協調，由協調進求光的絢爛；單色至於明確，由明確至於形的完善；有色調的對照，色波之表出，這才是畫圖的秘訣，摹寫的真注。」

### 現實主義
雖然方幹民在學術主張上非常重視現代主義思想，但他教學方式中極力推行嚴謹的寫實繪畫作為基礎練習，他說：「現代派繪畫的簡練、變形看來像是粗製濫造，實質上包容著畫家的功力和嚴謹的素描，只是他們具有新的觀察方法，才產生不同的作畫方法罷了。」藝評家李寳泉在1933年將方幹民與倪貽德、關良等一起歸入「新寫實派」。

## 作品

### 第一時期
方幹民一生創作了大量的作品，但許多杭州藝專時期的作品都沒有保存下來。他在國立杭州藝專任教時期創作了著名的《白鴿》（1934）、《秋曲》（1934）和《節日裡的西湖》（又稱《西湖》）。
李婷在《國立藝術院早期藝術立體主義傾向》中對這幾幅作品作了以下評論道：《白鴿》是主情的，採用現實因素和詩意美感。《秋曲》則從主情向主知轉變，已非眼之所見，而是畫家的主觀構造，否定了固有色。而《西湖》幾乎是純理性的產物，是一種純繪畫世界的創造，已顯示了與抽象的接近。
抗日戰爭即將丌始，方幹民創作了一幅《驅逐日寇》，這幅畫開始他從以前的立體派和現代主義風格轉向寫實繪畫風格，暫時結束了他早期的西方現代主義的探索。

### 第二時期
自三十年代末至五十年代末，方幹民創作了一系列篇幅巨大的歷史畫作品，如《孫中山先生授囑圖》（1936）、《肇和軍艦起義之前》、《鄒容與革命軍團》、《陳英士被刺圖》、《五四運動》、《國家考試》、《敵人不投降便消滅它》等。他的題材涵蓋了上世紀中國兩大政黨的一部分史實。
《孫中山先生授囑圖》依據孫中山遺囑裡作為証人的簽名者為圖中人物，自右至左依此是张继、何香凝、孫科、汪精卫、邵魯、吳稚輝 、宋子文、戴恩賽、邵元沖和戴季陶。1935年3月決定題材，6月完成。 這幅畫曾在《東方雜誌》等刊物發表 。1937年 學校西遷，此圖存於學校、後毀於戰火 。
《國家考試》描寫中國人民解放軍軍事學院（南京）第一屆畢業考試。監考人學院院長刘伯承（中排單座），主考人學院教育長陳士渠（左排中座），應試人員楊德志回答的出色（右排站立者），博得在座首長注目（楊德志考第一名）。
方幹民在1951年編繪了《奇襲北峯山》（新圖書故事叢刊）（中華書局出版）。

### 第三時期
方幹民在晚期創作了一系列的表現滬杭地區和浙南家鄉的風景，如《秋光麗色》（1983）、《拱宸橋北河道風光》（1983）、《西湖黃龍洞》（1981）、《西子湖邊夕照明》（1982）、《江南水鄉》（1983）、《東湖即景》（1981）、《西泠印社》（1982）等。
鄭勝天對這時期的畫作評論道，這些作品具畫家的含蓄和沉靜，色彩和造型上可以看到早年受表現主義感染的回聲，表現了江南特有的朦朧霧氣和水光山色，使它十分有中國味。幸運地，這批作品現在被完整的保存下來。

## 拍賣
2005年5月1日，方幹民的油畫作品《浙江溫嶺》（1981）在香港蘇富比以58萬港幣拍出。除此以外，鮮有方幹民的作品出現在拍賣場。

## 評價
- 彥涵在《德高、藝高—緬懷方幹民先生》一文中寫道：「回首往事, 再現於我心目中的方幹民教授是一位德高藝高的油畫大師和美術教育家。他所生活的時代, 起始於『五四』新文化運動蓬勃發展時期, 受著民主主義思潮的影響, 心懷抱負, 追求新學, 在巴黎美專勤學多年, 業成歸國, 投身於美術教育界, 以西洋畫參與當時中國畫壇新興改革之風, 數十年如一日 , 培養出眾多高水平的青年學子。」

- 朱德群曾撰文回憶道:「不幸一九三七年盧溝橋事變，日軍侵華，杭戰軍興，整個中國籠在戰爭的烟火下，杭州藝專在情勢逼迫之下，一遷再遷......當時我是第三年，授課老師衹有方先生，直至第四年，因爲一直擔任我們班的班長，兩年多的授業，我有較多的機會與方師接近，他爲人純正、溫和、教學嚴肅認真，對學生親切，真是一位受人尊敬的長者......在沅陵上課將近一年，戰禍逼近長沙，學校奉命遷往昆明，路經貴陽，因交通困難，曾停課兩月餘，學校無處上課，我與吳冠中、閔希文經常通往市場街頭畫速寫，以苗人和耕作牛馬為對象......在這段時期裏，方師雖曾任教務主任，但仍是我們班的導師，也是在藝專教我最久的老師，朝夕與共，耳提面命，受益實多，撫今追昔，不勝追戀懷念。」朱德群又説：「方幹民先生的立體分面，使我們接近西方的近代繪畫風格」，「正是這些老師領我們走上現代繪畫的道路。」

- 吳冠中在《憶方幹民老師》一文回憶道：「方老師在素描課中竭力要求形的正確，毫厘不差，並重視體面造型，大處著眼，引導初學者一開始便著眼於對象的整體性，勿因瑣碎而忽視概括。他自己作畫也體現對真實、準確與概括的追求，最突出的例子是《孫中山授囑圖》。畫剛抬進陳列館，同學們便圍攏來贊賞。畫中人物神情逼真，孫中山膚色蠟黃，病容滿面，畫面處處嚴謹，一絲不拘，連床頭桌上的墨水瓶與鋼筆等也是極逼真的一副靜物畫。回憶起來這該是方老師的代表作了。因其後抗戰開始，學校内遷，流離顛沛，未能再恢復這樣寧靜的創作心情。至於他的《白鴿》確是一件嚴謹而抒情的傑作，但像曇花一現，後來沒有見至他相近風格的作品......他回杭州母校任教后，我到杭州他家看他，他搬出新作的一批風景油畫，已帶寫意筆法，改變了以往嚴謹的作風，說有意探求民族情調，並虛心要我提意見，我這學生怎敢在老師的作品前妄評！」

- 劉鉞在《左杭州、右巴黎—西湖畫派六人集論》一書中將林風眠、吳大羽、方幹民、趙無極、朱德群和吳冠中六人作為一個畫派—「西湖畫派」。據書中記載，莊華嶽先生回憶道，當年杭州藝專的教授中，林風眠、吳大羽、方幹民是最有才氣的三位，他們三人都是留學法國，林風眠與吳大羽多繼承了表現主義的藝術觀，而方幹民帶回的則是立体主义的。據莊華嶽敘述，方幹民的課很受學生歡迎，選他的課的學生極多，凳子從課堂內一直擺到走廊上。

- 方幹民的一生充滿艱澀與坎坷，他一直與所處時代的命運相抗爭。他與杭州藝專有著不解之緣，從回國到去世的五十五年中大概有三十八年是在這所學校執教。他作為開拓中國油畫領域的第一代油畫家，對早期引進西方油畫留下了不可磨滅的功績。在教學中他博學而新穎，不但系統的傳授古典寫實技法，還深入的介紹現代主義繪畫觀，作為老師鞠躬盡瘁。他早期的現代藝術探索雖然短暫，但在中國油畫史上閃耀著不可忽視的光輝。在國難當頭，民族危亡之際，他放棄為藝術而藝術的夢想，走向為人民大眾服務的寫實主義藝術追求，將複雜、殘酷的環境與痛苦的心境相結合創作了一批高度寫實的歷史畫。[19]

- 鄭勝天認為：「方幹民是中國現代藝術教育發展過程的實踐者和見證人。像他這樣歷經了幾個世代的變遷而始終位於舞台中間的人物並不多見。但由於意識形態的原因，在相當長的時間內，他的名字『鮮為世人所知，也不為史論家所重』，直到近年這種情況才開始有所改變。方幹民作為一位優秀的教育家，當然得力於他在藝術上獨特的觀念和造詣。」

- 原載於1930 年《前鋒週報》第12期美術教育家周繼善發表的《觀秋季長风西畫研究教授近作展覽會以後》中提到了方幹民這一時期的學院派畫風，文中寫道：「單言他繪畫的技巧，恐怕有歐洲學院派學者的力量。但他是超越了學院派，如《石膏習作》《臥女》《玫瑰村之秋色》等。他的情緒因為優秀的緣故，所以作品上，充滿著東方希臘的美妙。」

- 朱維明說他當年在浙江美院的版畫系當學生時，方幹民是油畫系的老師。他記得有一次在圖書館方幹民看到他借了一本俄羅斯油畫大師的書說，你們看這些東西，不生動，很死板，不要學。這在當時是很罕見的，他當時也覺得很奇怪，因為當時正是蘇派繪畫教學盛行的時候，所以方乾民的思想在當時可以說是很超前的。朱維明認為方幹民是個很洋派的人，因為他既能畫很寫實的東西，又能畫畢卡索他們立體派的東西。

## 學生
方幹民的學生包括朱德群、赵无极、吳冠中、羅工柳、閔希文、趙春翔、彦涵、丁天缺、林達川、王肇民、董希文、徐君萱、凃克、莊華嶽、鄭為、朱膺、韓樾 、金一德、張功慤、劉依聞、王劼音、吕洪仁、李長白、罗宝珊、顾秉松等。